# RS Canum Venaticorum
RS Canum Venaticorum ist ein Doppelstern in einer Entfernung von etwa 450 Lichtjahren. Er ist der Prototyp der RS-Canum-Venaticorum-Sterne, welche zu den Eruptiv Veränderlichen Sternen gehören.
Im Gegensatz zu vielen anderen Sternen vom Typ RS-CVn handelt es sich bei diesem Stern zusätzlich um einen bedeckungsveränderlichen Algolstern.
Die Veränderlichkeit dieses Sternsystems wurde bereits 1914 entdeckt.

## System
Komponente A ist ein Unterriese der Spektralklasse F6, während sein Begleiter ebenfalls ein Unterriese der Spektralklasse G8 ist.